# فينا غارسيا ماروز
جوزيفينا غارسيا ماروز باديا (28 أبريل 1923 - 27 يونيو 2022)، المعروفة فنيًا باسم فينا غارسيا ماروز، هي شاعرة وباحثة أدبية كوبية.
ولدت في هافانا في 28 أبريل 1923. حصلت على العديد من الجوائز، بما في ذلك الجائزة الوطنية للأدب (1990)، جائزة الشعر بابلو نيرودا الأيبيرية الأمريكية (2007)، وجائزة الملكة صوفيا للشعر الأيبيري الأمريكي (2011)، توفيت غارسيا ماروز في 27 يونيو 2022 عن عمر يناهز 99 عامًا.